# Гіпотеза Кеплера
Гіпо́теза Ке́плера — гіпотеза, що найщільніше пакування куль у тривимірному просторі забезпечує гексагональна щільна ґратка. Гіпотезу сформулював Йоганн Кеплер у трактаті «Про шестикутні сніжинки» (1611).
Остаточно вона була доведена 2014 року.

## Формулювання
Серед усіх пакувань куль однакового розміру в тривимірному просторі найбільшу асимптотичну щільність має гранецентроване кубічне пакування (ГЦК) або пакування, рівні йому за щільністю, зокрема, гексагональне щільне пакування (ГЩ).

### Зауваження
Складання гарматних ядер на кораблях у вигляді піраміди з трикутною розглядав Томас Герріот. Він обчислив частку об'єму, яку в такому пакуванні займають власне кулі:
{\displaystyle {\frac {V_{\text{spheres}}}{V_{\text{space}}}}={\frac {\pi }{3{\sqrt {2}}}}\simeq 0{,}74048,}
де {\displaystyle V_{\text{spheres}}} — сумарний об'єм куль, {\displaystyle V_{\text{space}}} — об'єм простору, займаний кулями.
Герріот звернувся до Кеплера з питанням, чи можливо укласти кулі щільніше, наприклад, якщо застосувати піраміду з чотирикутною основою.
1611 року Кеплер припустив, що пакування «пірамідою» (коли центри куль перебувають у вершинах гексагональної решітки) і є асимптотично найщільнішим.
Кеплер знав, що пакування з такою щільністю у тривимірному просторі не єдине.

## Історія
Інтуїтивно задача виглядала простою, але довести, що пакування з такою щільністю є найкращим, не вдавалося протягом 400 років.
Повідомлення про комп'ютерне доведення гіпотези Кеплера з'явилося 1998 році в роботі математика Томаса Гейлса. У 2003 році журі з 12 експертів, набране журналом Annals of Mathematics, прийшло до висновку, що доведення Гейлса, найпевніше, правильне. 2005 року, на підтвердження цього, журнал опублікував скорочене доведення, а 2009 року інший журнал — повне доведення.
У 2014 році доведення гіпотези перевірено за допомогою комп'ютерної системи перевірки доведень. Таким чином, зараз твердження гіпотези має статус доведеної математичної теореми.